# 雑節
雑節（ざっせつ）とは、二十四節気・五節句などの暦日のほかに、季節の移り変わりをより適確に掴むために設けられた、特別な暦日。五行思想に基づく。以下の9つである。
- 節分
- 彼岸
- 社日
- 八十八夜
- 入梅
- 半夏生
- 土用
- 二百十日
- 二百二十日

これに、初午・三元を元にした上元（前半年の最初の望月、小正月）、中元（3番目の四半年の最初の望月、盂蘭盆会）、下元（4番目の四半年の最初の望月）、大祓を加える場合もある。